# Georg-Wilhelm Hanna
Georg-Wilhelm Hanna (* 20. April 1939 in Berlin) ist ein deutscher Historiker, Denkmalpfleger und Heimatforscher.

## Leben
Hanna wuchs im nordhessischen Eschwege auf, besuchte dort die Volksschule und erlernte im väterlichen Betrieb den Beruf des Malers. Danach war er acht Jahre als Soldat auf Zeit in Oberbayern und legte während seiner Zeit bei der Bundeswehr in München die Meisterprüfung ab. 1970 zog er mit seiner Familie nach Bad Soden-Salmünster. Dort arbeitete er bei dem Fertighaus-Unternehmen Streif. Er war Mitbegründer des Heimat- und Geschichtsvereins Bad Soden-Salmünster und übernahm für viele Jahre den Vereinsvorsitz.
1981 wurde Hanna Leiter der Fachstelle Denkmalpflege im Main-Taunus-Kreis und wechselte 1986 in den Main-Kinzig-Kreis. Bis zu seiner Pensionierung im Jahr 1997 war er über zehn Jahre Leiter der Heimatstelle, dem heutigen Zentrum für Regionalgeschichte, des Landkreises. Während seiner Tätigkeit gelang es ihm, die Anzahl der Heimat- und Geschichtsvereine zu verdoppeln. Er übernahm auch die Schriftleitung des Mitteilungsblattes des Zentrums für Regionalgeschichte und seit 1999 die ehrenamtliche Schriftleitung des Bergwinkel-Boten, dem Heimatkalender des Altkreises Schlüchtern.
Im Ruhestand begann er ein Geschichtsstudium an der Johann Wolfgang Goethe-Universität Frankfurt am Main, das er mit dem Magister abschließen konnte. Seine Magisterarbeit beschäftigte sich mit dem Mord von Herzog Ulrich von Württemberg an seinem Stallmeister Hans von Hutten. Die Arbeit wurde 2003 mit dem Titel Mänade, Malefiz und Machtverlust. Herzog Ulrich von Württemberg und Hans von Hutten veröffentlicht. Anschließend absolvierte er ein Promotionsstudium an der Otto-Friedrich-Universität Bamberg. An der Geschichts- und Geowissenschaftlichen Fakultät der Bamberger Universität promovierte Hanna mit der Dissertation Die Ritteradligen von Hutten, ihre soziale Stellung in Kirche und Staat bis zum Ende des Alten Reiches im Juli 2006 zum Doktor der Philosophie. Sein Doktorvater war der Neuzeithistoriker Eberhard Schmitt.
Für seine Verdienste wurde Georg-Wilhelm Hanna 2016 mit dem Ehrenbrief des Main-Kinzig-Kreises und 2019 mit dem Stadtsiegel der Stadt Schlüchtern ausgezeichnet.

## Veröffentlichungen (Auswahl)
- Sole – Salz – Sanitas. 175 Jahre Heilbad Bad Soden-Salmünster. Heimat- und Geschichtsverein Bergwinkel, Schlüchtern 2012.
- Ministerialität, Macht und Mediatisierung. Die Ritteradligen von Hutten, ihre soziale Stellung in Kirche und Staat bis zum Ende des Alten Reiches. (Dissertationsschrift), Hanauer Geschichtsverein, Hanau 2007, ISBN 978-3-935395-08-3.
- Mänade, Malefiz und Machtverlust. Herzog Ulrich von Württemberg und Hans von Hutten. Politische Folgen eines Mordfalles. (Magisterarbeit), Geschichts- und Kulturverein Köngen, Köngen 2003.
- Bad Soden-Salmünsterer Strassennamen. Bad Soden-Salmünster 1995.
- Burgen und Schlösser im Kinzigtal. Hanauer Anzeiger, Hanau 1992, ISBN 978-3-9801933-1-3.
- Der Landkreis Schlüchtern und seine Landräte. Kreissparkasse Schlüchtern, Schlüchtern 1991.
- Der Landkreis Hanau und seine Landräte. Kreissparkasse Hanau, Hanau 1989.
- Rathäuser im Main-Kinzig-Kreis. Zeugen kommunaler Selbstverwaltung. Steinfeld, Schlüchtern 1988, ISBN 978-3-923766-11-6.
- Geschichte des Heilbades Bad Soden-Salmünster. Förderkreis Heimatgeschichte, Bad Soden-Salmünster 1986.
- Kurstadt Bad Soden-Salmünster. In alten Bildern. Steinfeld, Schlüchtern 1984, ISBN 978-3-923766-06-2.
- Siegel und Wappen von Bad Soden-Salmünster. Trautvetter & Fischer, Marburg 1982.